# Othniel Charles Marsh
Othniel Charles Marsh (1831 – 1899) là nhà cổ sinh vật học người Mỹ. Ông là đối thủ của Edward Drinker Cope. 

## Cuộc đối đầu không nhân nhượng[1]

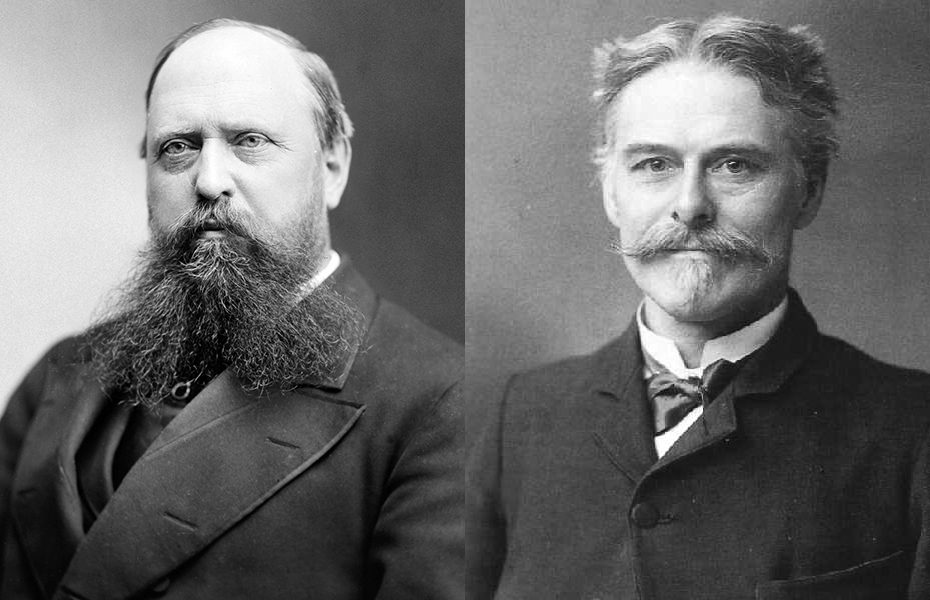
Othniel Charles Marsh và Edward Drinker Cope, những nhân vật tiêu biểu trong Cuộc chiến xương

Cuộc đối đầu giữa Cope và Marsh là một trong những cuộc đối đầu nổi tiếng nhất trong giới cổ sinh vật học và là một trong những cuộc đối đầu đáng chú ý của giới khoa học. 

### Nguyên nhân
Thực ra, họ không hề ganh đua nhau trong khoảng thời gian đầu quen biết và khá thân thiết. Nhưng do cơn sốt săn lùng hóa thạch khủng long vào cuối thế kỷ XIX, đầu thế kỷ XX, họ dần dần trở thành những đối thủ của nhau. 

### Diễn biến
Trong một chuyến đi tìm hóa thạch, Marsh đã đút lót những người giữ cái hố chứa hóa thạch để đạt được điều mà ông mong muốn. Marsh còn cài gián điệp vào đoàn người khảo sát của Cope. Ấy là còn chưa kể, họ đã đặt thuốc nổ vào hố hóa thạch mà đối phương tìm được để cản trở công việc của nhau và còn tố cáo nhau là tham ô tài chính và không có năng lực.

### Kết quả
Tuy nhiên, cuộc chiến giữa Marsh và Cope lại đem nhiều kết quả quan trọng cho cổ sinh vật học. Cả hai nhà khoa học đã phát hiện những loài khủng long như Stegosaurus, Triceratops, Diplodocus và Apatosaurus.